# ناحیه جنیسی، شهرستان کندیوهی، مینه سوتا
ناحیه جنیسی (به انگلیسی: Gennessee Township) یک منطقهٔ مسکونی در ایالات متحده آمریکا است که در شهرستان کندیوهای، مینه‌سوتا واقع شده‌است.
 ناحیه جنیسی ۹۰٫۵ کیلومتر مربع مساحت و ۴۵۸ نفر جمعیت دارد و ۳۷۶ متر بالاتر از سطح دریا واقع شده‌است.